# Komsomolskij (Dagestan)
Komsomolskij – osiedle typu miejskiego w Rosji, w Dagestanie. W 2010 roku liczyło 2723 mieszkańców.